# واق قزم
واق قزم (باللاتينية: Ixobrychus sturmii) هو نوع صغير من البلشونيات يتواجد هذا الطير في جنوب ووسط أفريقيا، يعتبر الطير من أصغر أنواع البلشونيات ولا يتجاوز طوله ال30 سم ويمتاز هذا الطير بطول رقبته نسبية ببقية جسمه.